# پرماریاچو
پرماریاچو (به ایتالیایی: Premariacco) یک کومونه در ایتالیا است که در استان اودینه واقع شده‌است.

## خصوصیات
پرماریاچو ۳۹٫۴۳ کیلومترمربع مساحت و ۴٬۰۶۵ نفر جمعیت دارد و ۱۱۰ متر بالاتر از سطح دریا واقع شده‌است.